# Pyrenomonadales
Ordre
Les Pyrenomonadales sont un ordre d'algues de l'embranchement des Cryptista, et de la classe Cryptophyceae.

## Liste des taxons de rang inférieur
Liste des familles selon AlgaeBase (3 septembre 2022) :
- Chroomonadaceae B.L.Clay, P.Kugrens & R.E.Lee, 1999
- Geminigeraceae B.L.Clay, P.Kugrens & R.E.Lee, 1999
- Pyrenomonadaceae G.Novarino & I.A.N.Lucas

## Systématique
Le nom correct complet (avec auteur) de ce taxon est Pyrenomonadales G.Novarino & I.A.N.Lucas.